# 合界威揚宮
合界威揚宮，臺灣澎湖縣廟宇，位於西嶼鄉合界村，主祀池府王爺，西嶼澳角頭廟之一。法師流派為「普庵派」之「雷令、勅令支派」。:60–62

## 沿革
「合界」位於西嶼鄉北端，清領時期、日治時期皆載作「合界頭」，根據堪輿風水之說，此處可眺望頂山嶼西盡頭（通梁村），遂寓有「合四方之界」意義。
今合界村於清領時期本分作兩個聚落，即合界與后螺（亦有載後螺），后螺聚落位置偏東，廣義上屬合界東甲地區，在日治時期併入合界頭迄今，後因村廟舉辦祭典時往來不甚便利，后螺居民於民國58年（1969年）另行奉后螺龍慶宮為當地角頭廟，自行安置五營，祭祀圈遂脫離合界頭。:196
合界威揚宮相傳創建於清朝乾隆年間，確切年份不詳，清代之際聚落僅有十餘戶，人口不眾，村廟亦僅有數坪之大，自開基之初，便奉池府王爺為主祀神祇；日治時期明治37年（1904年），合界威揚宮受澎湖鸞堂「一新社」影響，開辦名曰「樂英堂」之善堂（後又改名「樂真堂」）。:52-54
根據廟中碑文〈威揚宮重建誌文〉載；大正12年（1923年），有重新擴建翻修之紀錄。民國59年（1970年）村佬鑒於宮廟老舊破漏，發起重建，並於同年秋舉辦入火大典，民國69年（1980年）舉行落成大典。又經十載，民國79年（1990年）間地方有擴建之議，獲得內塹池王廟以及緝馬灣赤樊桃殿慷慨解囊、善款寄付，得以拆廟奠基擴建，並於民國83年（1994年，甲戌年）農曆六月竣工，即為今貌。

## 文物
- 「海國英揚匾」，敬獻年份為大清光緒二年（1876年）；上款：「光緒弍年孟春吉置」、下款：「船戶金進春滾夥陳蘇黃和楊文理（楊）桑同（楊）錦坤（楊）連富（楊）錦成仝叩」。[9]

## 圖輯

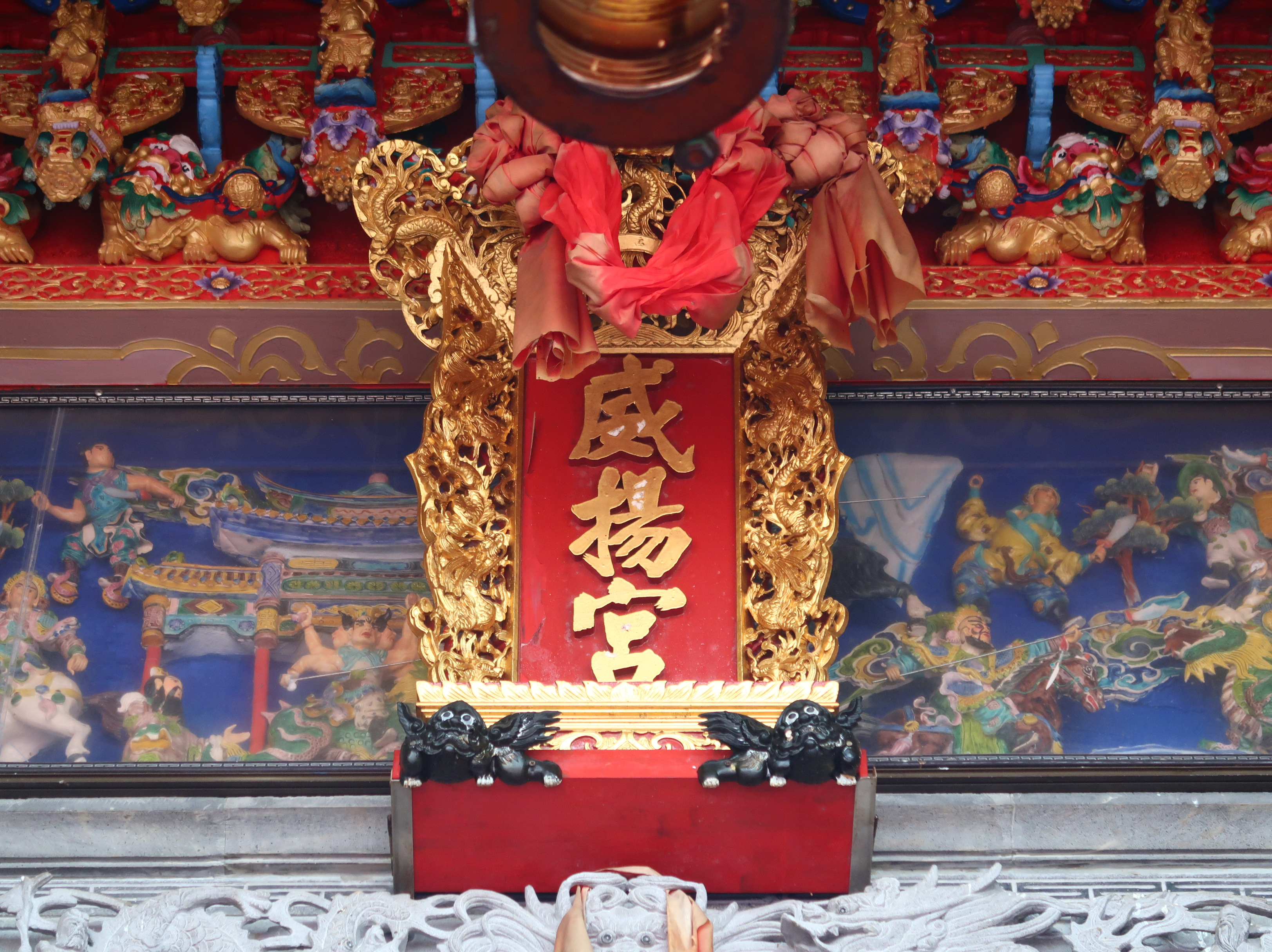
聖旨牌
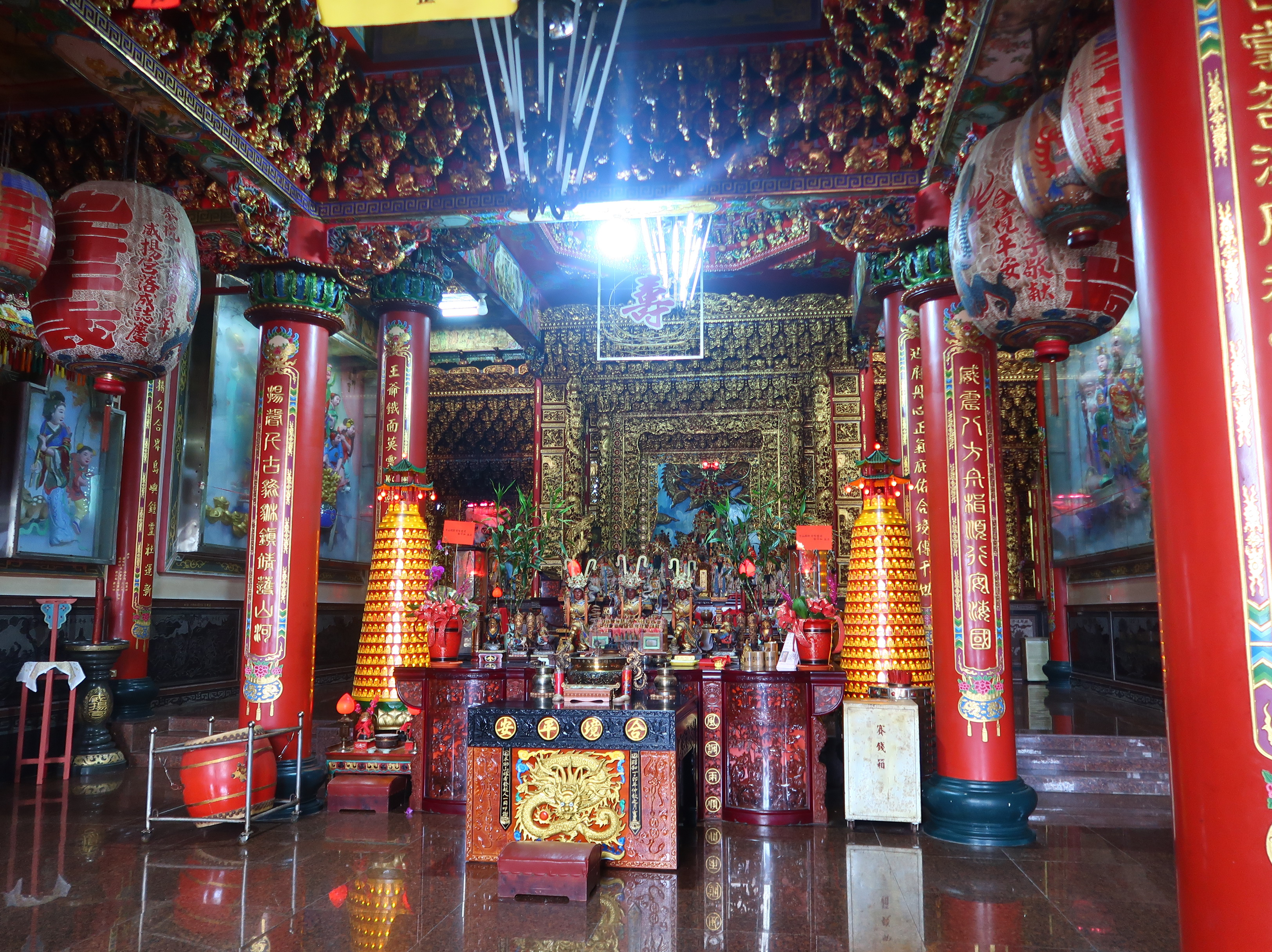
大殿
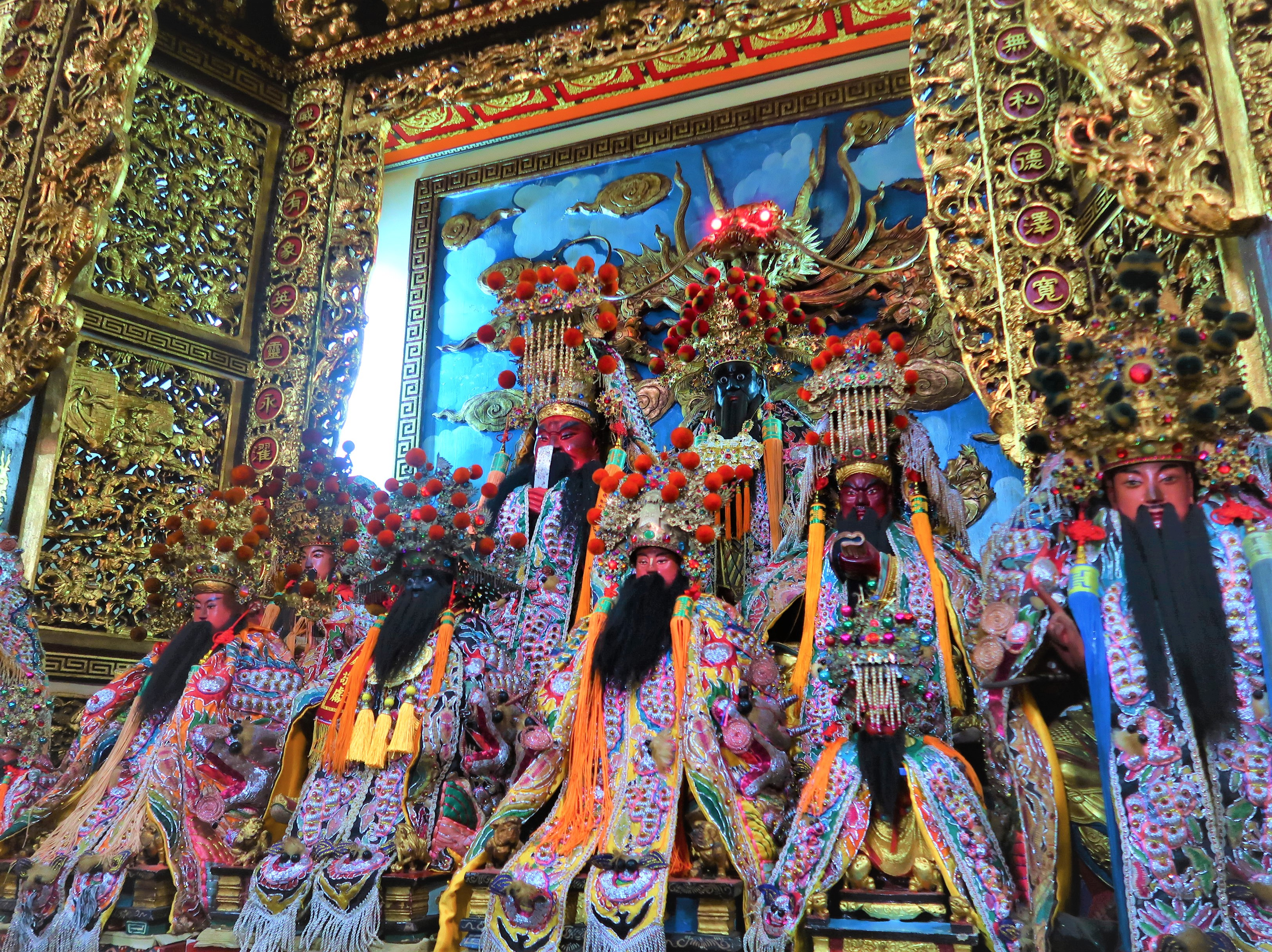
正殿神龕
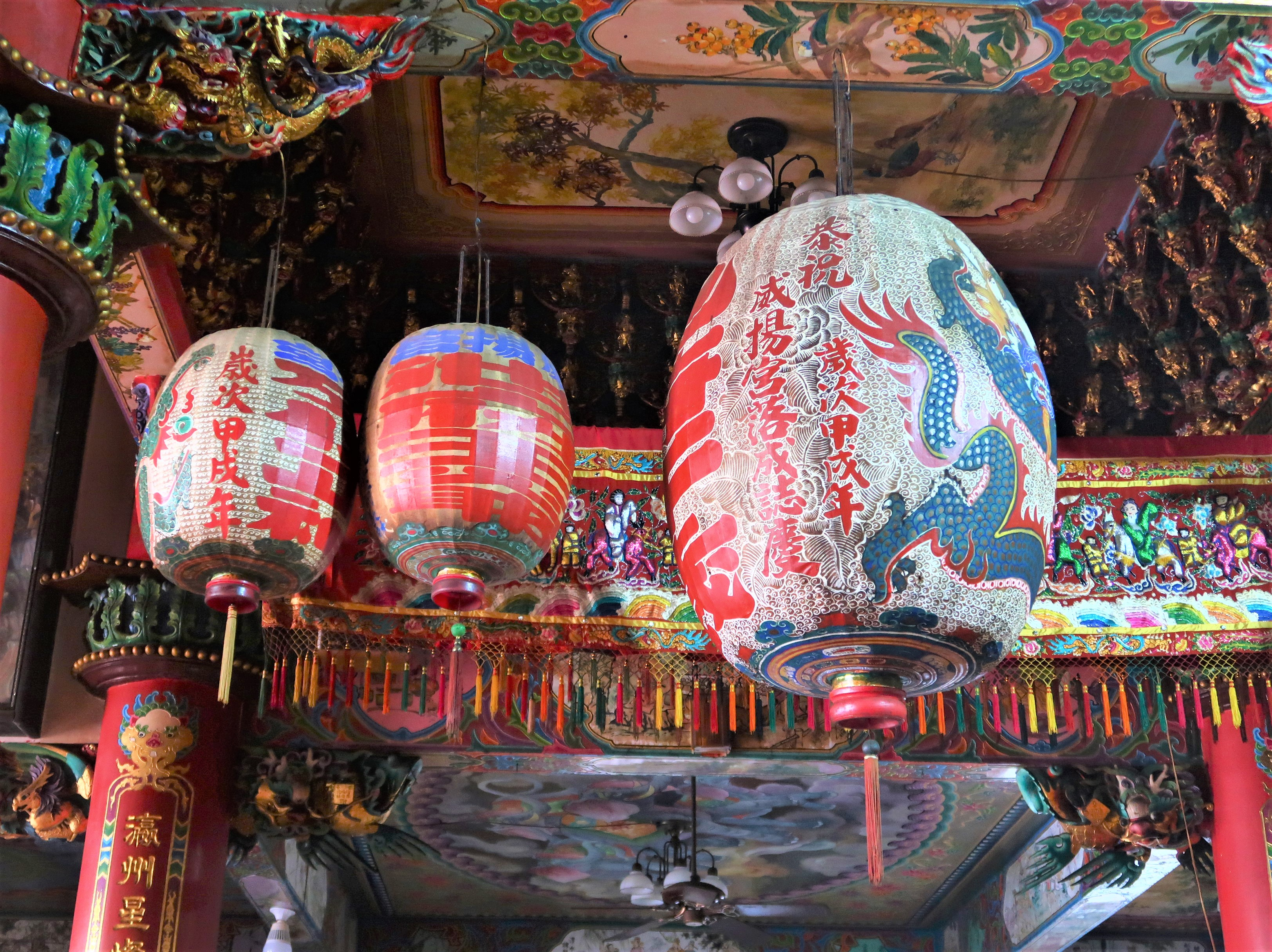
甲戌年燈籠
海國英揚匾
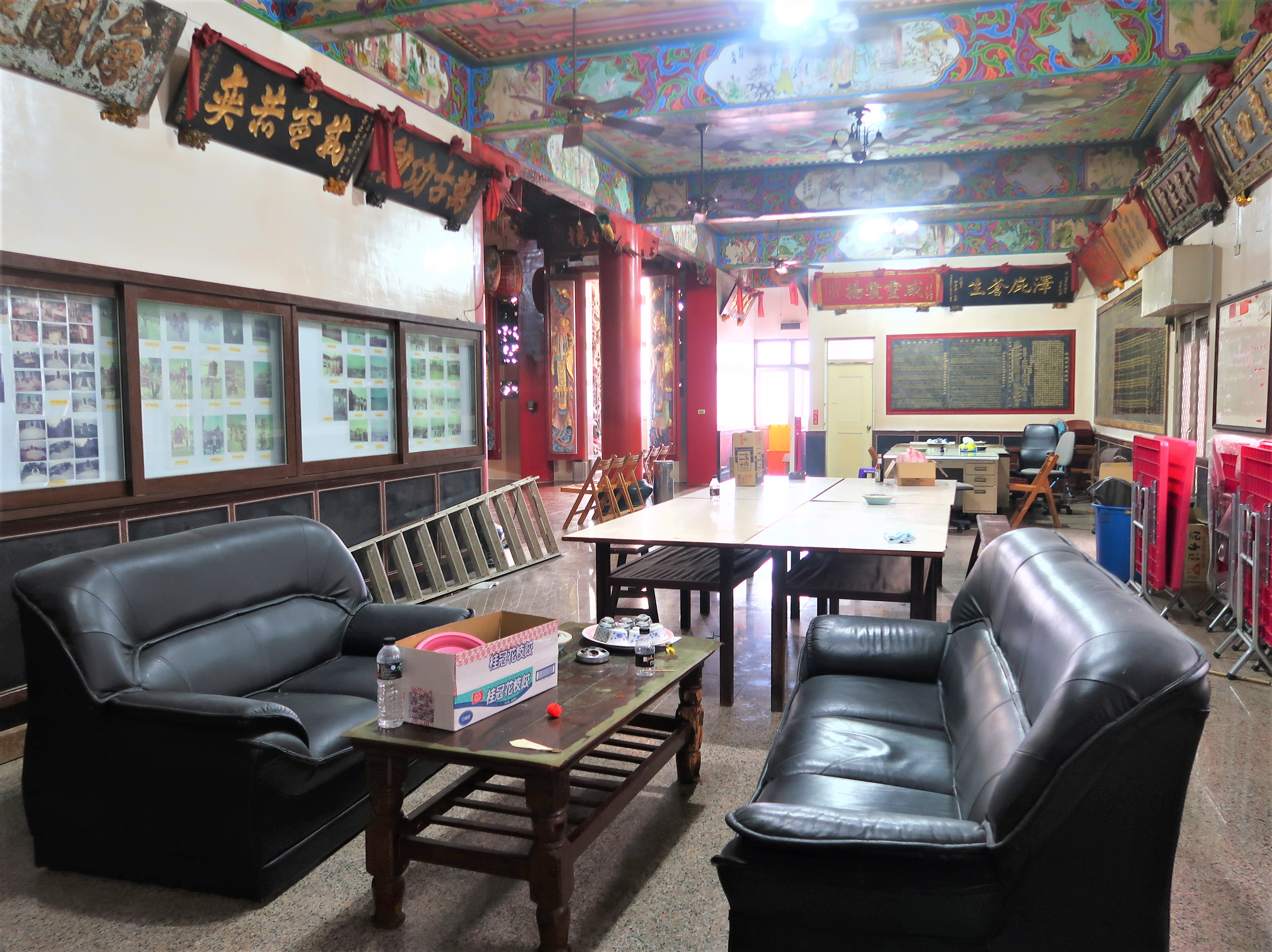
西廂房茶水廳
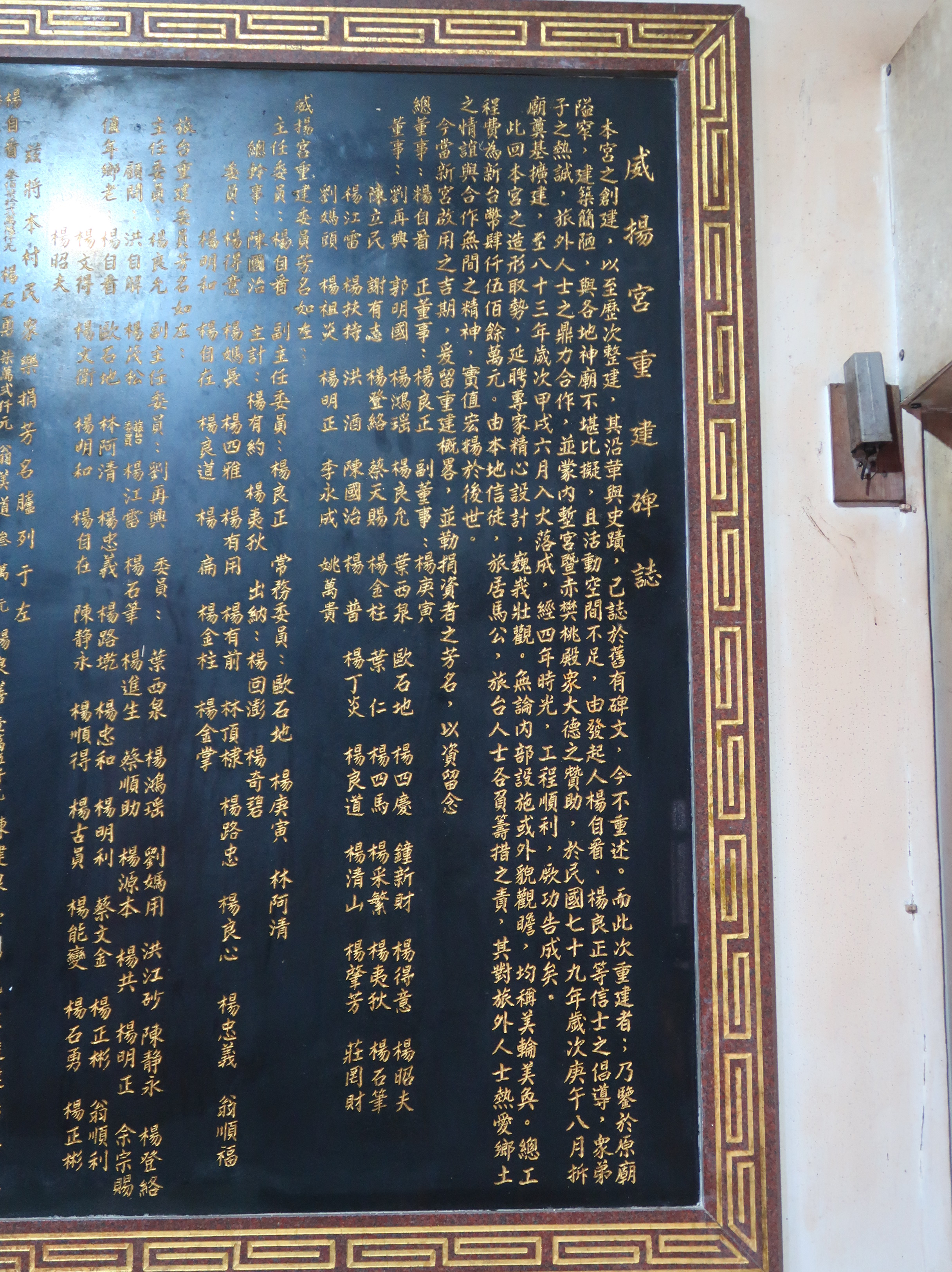
威揚宮重建碑誌

## 外部連結
- 澎湖合界威揚宮的Facebook專頁